# Firmin Faure
Pour les articles homonymes, voir Faure.
Firmin Faure est un avocat et homme politique nationaliste et antisémite français, né le 28 juillet 1864 à Quillan (Aude) (une autre source indique qu'il serait né à Mostaganem en Algérie) et décédé le 11 novembre 1956 à Paris. À la Chambre, il est membre du groupe antijuif.

## Biographie

### Carrière
Firmin Faure est élu député d'Oran en 1898, sur un programme antisémite et opposé au régime de la IIIe République. Il siège dans le groupe antijuif et attaque très violemment les gouvernements, notamment Pierre Waldeck-Rousseau. En 1901, lors du débat sur la déchéance de Paul Déroulède et Marcel Habert, ses propos sont si violents qu'il est sanctionné par la censure avec exclusion temporaire. En 1902, il est élu député de la Seine, sur le même programme qu'en 1898, nationaliste et antisémite, et siège dans le groupe républicain nationaliste. En 1906, il se présente dans la Dordogne, mais est battu et se retire de la vie politique.

## Sources
1. ↑  « Les grandes commissions- Notes biographiques », La France Militaire,‎ 16 décembre 1898, page 1 (lire en ligne)

- « Firmin Faure », dans le Dictionnaire des parlementaires français (1889-1940), sous la direction de Jean Jolly, PUF, 1960 [détail de l’édition]